# Association sportive Rouen université club (rugby à XV)
Maillots
Actualités
L'Association sportive Rouen université club rugby, couramment abrégée en ASRUC rugby, est la section rugby à XV du club omnisports Association sportive Rouen université club basé à Rouen. Son équipe sénior masculine en Fédérale 3.
Depuis 2021, le club coopère avec l'Ovalie caennaise pour former une seule équipe sénior normande, le Valkyries Normandie rugby clubs. Elle évolue en Élite 2.

## Historique
L'Association sportive Rouen université club est un club omnisports qui comporte, parmi ses différentes sections, une section rugby.
La section rugby de l'ASRUC est créée en 2006 par Karl Janik, international français (1 sélection) et triple champion de France avec le Stade toulousain, installé à Rouen et professeur de sport à l'université de Rouen-Normandie. Elle compte environ 400 licenciés et comporte :
- une école de rugby labellisée FFR depuis le 8 juin 2012, ouverte aux filles et aux garçons à partir de 5 ans.
- une équipe seniors, depuis la rentrée 2011, composée uniquement de jeunes formés au club et qui évolue en promotion d’honneur.
- une section rugby féminin, avec :
  - une équipe senior engagée dans le championnat Élite 1 en 2018-2019
  - un centre d'entraînement labellisé par la FFR  pour les cadettes et les joueuses  de moins de 23 ans
  - une équipe U18[1].

En 2018, à la suite de la réorganisation des divisions féminines et le passage de la 1re division de 8 à 16 clubs, l'ASRUC intègre l'Élite 1.
En 2021, l'AS Rouen UC est relégué en Élite 2 puis fusionne son équipe première féminine avec celle de l'Ovalie caennaise pour former une seule équipe normande. L'équipe est nommée le Valkyries Normandie rugby clubs et est inscrite en Élite 2 pour la saison 2021-2022.

## Palmarès
- Championnes de France de rugby à sept en Elite 2 en 2014-2015
- Championnat de France de rugby à sept élite féminine :
  - Finaliste : 2018

## Personnalités du club

### Joueuses
- Annaëlle Deshayes

### Présidents
- Laurent Lhutereau
- Karl Janik
- Gérard Debrosse et Delphine Bunel

## ASRUC 2019-2020

### Effectif des équipes Séniors féminines
- Manon Bance
- Inès Bastie-Germain
- Margaux Beague
- Delphine Bunel
- Johanna Burette
- Elodie Chauvet
- Leïla Claeyssen
- Léa Clamy Edroux
- Jeanne Daniel
- Annaëlle Deshayes
- Clémence Deu
- Emma Donteville
- Maëlle Dotou
- Maud Dupont
- Julie Emrich
- Alexandra Ferre
- Elise Foulongue
- Manon Gaudiniere
- Axelle Gay
- Lara Golman
- Caroline Harcinkowski
- Thaïs Jany
- Lison Joubert
- Marinette Lacroix
- Sandrine Larive
- Maïlys Lebret
- Manon Lemercier
- Elodie Loyer
- Emeline Luiciani
- Loreleï Maris
- Emilie Mattio
- Mary Jeanne Mauga
- Laura Maxime
- Elodie Menargues
- Yolande Paquita
- Mélanie Pey
- Sindy Point
- Lisa Poli
- Lisa Poly
- Fantine Puillandre
- Clélia Quenson
- Constance Recher
- Tiphaine Renard
- Marine Richer
- Perle Schauwert
- Charlotte Sement
- Maureen Stadel
- Manon Sueur
- Marie Sueur
- Manon Sueur
- Olive Thunin
- Charlène Tonnele
- Claire Vernoy
- Lucero Viveros

### Staff technique de l'équipe
- Manager : Cyrille Lloza
- Entraîneurs : Luc Cozens, Tony Dorbeaux, Freddy Lares et Jordan Welsh